# Pseudorhombus binii
Pseudorhombus binii is een  straalvinnige vissensoort uit de familie van schijnbotten (Paralichthyidae). De wetenschappelijke naam van de soort is voor het eerst geldig gepubliceerd in 1955 door Tortonese.
De soort staat op de Rode Lijst van de IUCN als Onzeker, beoordelingsjaar 2007.